# Namie amuro BEST CLIPS
『BEST CLIPS』（ベスト・クリップス）は、日本の女性歌手・安室奈美恵の4作目のビデオ・クリップ集である。2002年12月11日発売。発売元はavex trax。

## 解説
ベスト・シングル・クリップ集。
『181920 films & filmography』と収録曲が重複し、ほぼ類似したものとなっているが、「Body Feels EXIT」、「You're my sunshine」、「Dreaming I was dreaming」、「LOVE 2000」、「think of me」、「think of me - non edit version」は収録されておらず、収録内容、価格ともに廉価的なものとなっている。
安室のほか、相川七瀬、Every Little Thing、globe、DA PUMP、TRF、Do As Infinity、dream、MAX、moveといったavex所属アーティストたちが同日にベスト・シングル・クリップ集を発売している。

## 収録曲
1. Chase the Chance
2. Don't wanna cry
3. a walk in the park
4. CAN YOU CELEBRATE?
5. How to be a Girl
6. I HAVE NEVER SEEN
7. RESPECT the POWER OF LOVE
8. SOMETHING 'BOUT THE KISS
9. NEVER END
10. PLEASE SMILE AGAIN